# Rutelidae
Rutelidae är en familj av skalbaggar. Rutelidae ingår i överfamiljen Scarabaeoidea, ordningen skalbaggar, klassen egentliga insekter, fylumet leddjur och riket djur. Enligt Catalogue of Life omfattar familjen Rutelidae 4392 arter.

## Dottertaxa till Rutelidae, i alfabetisk ordning[1]
- Acraspedon
- Adoreleptus
- Adoretosoma
- Adoretus
- Adorodocia
- Adorrhinyptia
- Aequatoria
- Alvarengius
- Amblochilus
- Amblyterus
- Anatista
- Anisoplia
- Anodontopopillia
- Anomala
- Anomalacra
- Anomalorhina
- Anoplanomala
- Anoplognathus
- Anoplostethus
- Anthoplia
- Anticheira
- Antichiroides
- Areoda
- Aulacopalpus
- Badiasis
- Balanogonia
- Bilobatus
- Blitopertha
- Bolax
- Brachysternus
- Brancoplia
- Byrsopolis
- Callirhinus
- Callistethus
- Callistopopillia
- Calloodes
- Calomacraspis
- Catoclastus
- Ceroplophana
- Cestradoretus
- Chaetopteroplia
- Chalcentis
- Chalcochlamys
- Chasmodia
- Chelilabia
- Chipita
- Chlorota
- Choumala
- Chrysina
- Chrysophora
- Clilopocha
- Clipadoretus
- Cnemida
- Cotalpa
- Crathoplus
- Cyriopertha
- Cyrtolophus
- Dactylopopillia
- Desmonyx
- Dicaulocephalus
- Dicranoplia
- Didrepanephorus
- Dilophochila
- Dorysthetus
- Dungoorus
- Ectinoplectron
- Elcarmeniella
- Eosaulostomus
- Epadoretus
- Epectinaspis
- Epichalcoplethis
- Epichrysus
- Eremophygus
- Eunanus
- Evanos
- Exanticheira
- Exochlorota
- Exochogenys
- Exomala
- Exoptenomela
- Exothyridium
- Fruhstorferia
- Geniates
- Geniatosoma
- Glenopopillia
- Gnatholabis
- Hemichaetoplia
- Heterochlorota
- Heterogeniates
- Heteropelidnota
- Heterophthalmus
- Heterosternus
- Homeochlorata
- Homoiosternus
- Homonyx
- Homothermon
- Hoplopelidnota
- Hylamorpha
- Hypaspidius
- Ischnopopillia
- Isoplia
- Kibakoganea
- Lagochile
- Lasiocala
- Leptohoplia
- Leucothyreus
- Lissadoretus
- Lobogeniates
- Lutera
- Macraspis
- Macropoidelimus
- Macropoides
- Macropopillia
- Malaia
- Masumotokoganea
- Mazahuapertha
- Mecopelidnota
- Melanopopillia
- Mesomerodon
- Mesosternus
- Mesystoechus
- Metadorodocia
- Metapachylus
- Micranomala
- Microchilus
- Microlontha
- Microrutela
- Mimadoretus
- Mimela
- Mimogeniates
- Minidorysthetus
- Minilasiocala
- Mucama
- Nagainokoganea
- Nannopopillia
- Nayarita
- Neogutierrezia
- Notophanus
- Oogenius
- Oplognathus
- Orrodoretus
- Oryctomorphus
- Oxyadoretus
- Pachacama
- Pachyrhinadoretus
- Pachystethus
- Parabyrsopolis
- Parachlorota
- Parachrysina
- Paracotalpa
- Paradorodocia
- Paradorysthetus
- Paraheterosternus
- Paramacraspis
- Paranomala
- Paraptenomela
- Paraschizognathus
- Parastasia
- Paratelaugis
- Parathyridium
- Parhomonyx
- Parhoplognathus
- Parisolea
- Patatra
- Pelidnota
- Pentanomala
- Peperonota
- Phaeadoretus
- Phalangogonia
- Pharaonus
- Phyllopertha
- Pichica
- Platycoelia
- Platyrutela
- Plesiorutela
- Plesiosternus
- Popillia
- Proagopertha
- Prodoretus
- Promacropoides
- Pseudadoretus
- Pseudoblitopertha
- Pseudochlorata
- Pseudocotalpa
- Pseudodorysthetus
- Pseudogeniates
- Pseudohypaspidius
- Pseudomacraspis
- Pseudomesystoechus
- Pseudoptenomela
- Pseudoschizognathus
- Pseudosinghala
- Pseudothyridium
- Pseudotrigonocnemis
- Ptenomela
- Pukupuku
- Repsimus
- Rhamphadoretus
- Rhinyptia
- Rhizogeniates
- Rhynchadoretus
- Rugopertha
- Rutela
- Rutelarcha
- Rutelisca
- Saulostomus
- Scaphorhinadoretus
- Schizadoretus
- Schizognathus
- Singhala
- Sorocha
- Sphaerorutela
- Spilopopillia
- Spinanomala
- Spinochlamys
- Spodochlamys
- Stomanomala
- Strigoderma
- Strumadoretus
- Suralcis
- Telaugis
- Theuremaripa
- Thyridium
- Thyriochlorota
- Tipicha
- Tribopertha
- Trichanomala
- Trichopopillia
- Trigonocnemis
- Triplognathus
- Trizogeniates
- Trogonostomus
- Tropiorhynchus
- Wambo
- Vayana
- Viridimicus
- Xenochlorota
- Xenogeniates
- Xenopelidnota
- Xenoproctis
- Yaaxkumukia